# 残雪 (作家)
残 雪（ざん せつ、1953年5月30日 - ）は中華人民共和国の作家。本名は鄧小華（とう　しょうか）。中国作家協会湖南分会会員。

## 経歴
地元の新聞『新湖南報』社長の鄧洪釣と、同社の人事部に勤める李茵との間の第六子として、中国湖南省長沙市に生まれる。出生名は鄧則梅。下に弟が二人いる。1957年の反右派闘争では父親が「右派」として追放され、母親は労働改造に送られ、20年に渡り一家は様々な迫害を受ける。文化大革命時には、父が収監された監獄近くの小屋で一人暮らしを強いられた。裸足の医者（地方の医学訓練所で短期間の医療技術講習を受けた医療従事者）、工場勤務、代理教師などの仕事や結婚を経て、夫と裁縫を独習し、それによって生計を立てた。改革開放路線が始まった1980年代に創作を開始し、1985年から作品を発表し始める。その作品は各国語に翻訳され、世界的な評価を得た。2001年から北京在住。
2015年、『最後の恋人』がブックエキスポ・アメリカの最優秀翻訳文学賞を受賞した。2016年にはノイシュタット文学賞にノミネートされ、2019年には"Love in the New Millennium"（邦訳なし）がブッカー国際賞にノミネートされた。2021年、"I Live in the Slums(翻訳:Karen Gernant & Chen Zeping)"がブッカー国際賞にノミネートされる。

## 作風
家事の傍ら、1日に一時間ずつ時間をとって作品を書くという。グロテスクな描写とイメージに満ちたその作品世界は、カフカ等に比せられるが、むしろそれは古参革命家の両親による「抑圧」と「右派」の家族に対する社会の白眼視の中で育った残雪の資質である。また小説の他、カフカ、シェイクスピア、ダンテ、ゲーテ、セルバンテス、カルヴィーノの作品等についての評論を次々と発表してる。

## 日本語訳作品
- 『蒼老たる浮雲』（河出書房新社、1989年）
  - 『蒼老たる浮雲』（白水社、白水Uブックス、2019年）
- 『カッコウが鳴くあの一瞬』（河出書房新社、1991年）
  - 『カッコウが鳴くあの一瞬』（白水社、2019年）
- 『黄泥街』（河出書房新社、1992年）
  - 『黄泥街』（白水社、2018年）
- 『廊下に植えた林檎の木』（河出書房新社、1995年）
- 『突囲表演』（文藝春秋、1997年 / のち河出文庫）
- 『暗夜』（『池澤夏樹=個人編集 世界文学全集』河出書房新社、2008年）
- 『かつて描かれたことのない境地』 （平凡社、2013年）
- 『最後の恋人』 （平凡社、2014年）
- 『魂の城 カフカ解読』（平凡社、2005年）
- 『かつて描かれたことのない境地』（『世界文学のフロンティア3』岩波書店、1997年）
- 『季刊 中国現代小説』（蒼蒼社）に幾つかの短・中編。

## 著作

### 原文単行本小説[3]
- 『黄泥街』（台湾圓神出版社、1987年）
- 『天堂里的対話』（作家出版社、1988）
- 『突囲表演』（香港青文書屋、1990年）
- 『突囲表演』（上海文芸出版社、1990年）
- 『種在走廊的萍果樹』（台湾遠景出版社、1990年）
- 『思想匯報』（湖南文芸出版社、1994年）
- 『輝煌的日子』（河北教育出版社、1995年）
- 『黄泥街』（長江文芸出版社、1996年）
- 『残雪自選集』（海南出版社、2004年）
- 『末世愛情』（文匯出版社、2006年）
- 『暗夜』（華文出版社、2006年）

### 原文単行本評論・インタビュー集[3]
- 『霊魂的城堡ー理解卡夫卡』（上海文芸出版社、1999年）
- 『解読博爾赫斯』（人民文学出版社、2000年）
- 『為了報仇ー残雪訪談録』（湖南文芸出版社、2003）
- 『地獄中的単独者』（生活・読書・新知三聨書店、2003年）
- 『永生的操練ー解読《神曲》』（北京十月文芸出版社、2004年）
- 『芸術復仇ー残雪文学筆記』（広西師範大学出版社、2004年）
- 『残雪文学観』（広西師範大学出版社、2007年）

#### 邦訳なし
- Frontier, translated by Karen Gernant and Chen Zeping (2017)
- Love in the New Millennium, translated by Annelise Finegan Wasmoen (2018)
- I Live in the Slums, trans. Karen Gernant and Chen Zeping (Yale, 2020).
- Purple Perilla, trans. Karen Gernant and Chen Zeping (ISOLARII, 2021).